# Luc Delanghe (dirigent)
Luc Delanghe (Brugge, 14 oktober 1949 - Damme, 14 oktober 2018) was een Belgisch koor- en harmoniedirigent, muziekpedagoog en -leraar in Vlaanderen.

## Studies en diploma's
Delanghe studeerde muziek aan het Stedelijk Muziekconservatorium in Brugge. Hij behaalde een eerste prijs notenleer, studeerde verder aan het Koninklijk Conservatorium van Gent (harmonie en contrapunt) en aan het Lemmensinstituut. Voor de Centrale Examencommissie behaalde hij het diploma leraar muzikale opvoeding eerste en tweede graad, evenals het getuigschrift voor notenleeronderricht in het secundair muziekonderwijs. Hij bekwaamde zich verder bij Guy Duyck in harmonie- en fanfaredirectie.

## Loopbaan
Luc Delanghe startte als klarinettist in de Koninklijke Scoutsharmonie  Brugge. Zijn uitgebreide loopbaan als leraar muzikale opvoeding begon in 1971 in het voltijds onderwijs o.a. in Assebroek, Oostkamp, Brugge en Blankenberge. 
Hij was leraar notenleer aan het Stedelijk Muziekconservatorium in Brugge en docent notenleerdidactiek in het Lemmensinstituut. Van 1995 tot 2009 was hij pedagogisch adviseur voor 89 muziekacademies in Vlaanderen voor de Onderwijskoepel voor steden en gemeenten (OVSG). Hij zetelde eveneens in de raad van bestuur van de muziekfederatie Fedekam.
Hij dirigeerde:
- het Brugs koor Vagantes Morborum (1987-2000);
- het interparochiaal gemengd vocaal ensemble 'DaMoRi' (Damme-Moerkerke-Sint-Rita);
- het koor van de Vlaamse gemeenschap;
- het gemengd vocaal ensemble 'Zingen is Zijn';
- de Koninklijke fanfare Sint-Cecilia Oedelem (1982-2005): behaalde hoge resultaten op provinciale en nationale tornooien HaFaBra;
- de Koninklijke Fanfare Sint-Cecilia van Steenbrugge.
- de harmonie Vrij en Blij van Oostkamp

## Privé
Delanghe was getrouwd met Lieve Heyneman, met wie hij twee zonen heeft. 
De druk bijgewoonde uitvaart vond plaats in de kerk van Damme op 20 oktober 2018. 